# Плавунчики (род)
Плавунчики (лат. Haliplus, от др.-греч. ἁλίπλωος «плавающий в море») — род жесткокрылых насекомых из семейства плавунчиков, представители которого встречаются повсеместно, за исключением Антарктики. Длина тела имаго 1,7—5 мм.

## Описание
Жуки данного рода имеют следующие характерные черты:
- тело выпуклое;
- бедренные покрышки достигают лишь вершины третьего брюшного стернита, округленные на вершине, не окаймлённые;
- апикальный сегмент челюстных щупиков короткий, конусовидный или шиловидный, уже предпоследнего.

Личинки характеризуются удлинённым телом желтоватого или коричневатого цвета, с маленькими дорсальными выростами на нескольких первых брюшных сегментах, а также длинным точечным каудальным придатком.

## Экология
Имаго и личинки живут среди водорослей и другой водной растительности у кромки различных водоёмах, в том числе рек, прудов, заводей ручьёв. Личинки питаются на водорослях, высасывая своим специализированными мандибулами содержимое отдельных клеток. Имаго питаются на водорослях, яйцами комаров-звонцов, малощетинковыми червями, мелкими ракообразными и гидроидными. Жуков приманивает искусственный свет ночью.
Жуки прогрызают отверстия в тканях растений, куда затем откладывают белые яйца.